# 李文炬
李文炬（？—？），江西德化县人，清朝政治人物。举人出身。
道光二十九年七月，擔任清朝廣東省潮州府豐順縣知縣。后由丁雲潭接任。